# 达拉斯买家俱乐部
是一部2013年由加拿大导演让-马克·瓦雷执导的美国傳記剧情片，马修·麦康纳、杰瑞德·莱托和珍妮佛·嘉納主演。根据愛滋病患者Ron Woodroof的真实生活改编而成，他曾是记者Bill Minutaglio于1992年所写的新闻报道「The Dallas Morning News」中的主角。在2013年9月的多伦多影展上公開，美国于同年11月1日上映。马修·麦康纳与杰瑞德·莱托的演出大受好评，并因此获得了许多表演奖项，包括金球奖、美国演员工会奖和第86届奥斯卡金像奖最佳男主角与最佳男配角奖。

## 劇情
1985年7月的達拉斯，性生活放蕩的牛仔兼電工罗恩·伍德鲁夫被診斷出罹患艾滋病，只剩30天可活。身為異性戀者，罗恩·伍德鲁夫最初不接受診斷結果，但他回想起數年前曾和一位用静脉注射毒品的妓女進行過無套性交。罗恩·伍德鲁夫的家人和朋友誤認為他受感染的原因是同性性行為，並因此排擠他，導致罗恩·伍德鲁夫被開除並被趕出家門。罗恩·伍德鲁夫到醫院詢問伊芙醫師的建議，醫師告訴他，美国食品药品监督管理局(FDA)正在測試一種叫齐多夫定(AZT）的藥物，而且這是唯一獲准的藥物。但因尚處臨床階段，有一半的患者服用的是安慰劑。
罗恩·伍德鲁夫賄賂醫院員工，藉此獲得齐多夫定(AZT)，但因為他同時也吸古柯鹼，所以服藥後病況並沒有改善。當他回醫院時，和他同病房的是吸毒成癮、HIV檢測結果為陽性的跨性別女子瑞恩。罗恩·伍德鲁夫起初對瑞恩滿懷敵意，但隨著健康狀況惡化，他只能開車到墨西哥一家臨時醫院，試圖獲取更多AZT，此時正是第30天。該醫院由維斯醫師經營，維斯表示AZT有著會殺死免疫細胞的毒性，他開了美國沒有核准的ddC和胜肽T給罗恩·伍德鲁夫。三個月後，罗恩·伍德鲁夫的健康狀況大有改善，他便想轉賣藥物給其他患者來賺錢，因此他假扮神父，把三千多顆藥丸帶到美國，並謊稱這些藥物都是自用的。另一方面，伊芙醫師開始注意到AZT的副作用，但她的主管賽瓦德醫師不許她停止供藥。
在接下來一年裡，罗恩·伍德鲁夫在街頭、同性戀酒吧和夜總會賣藥。雖然他厭惡同性戀，但還是和瑞恩搭上線，希望她介紹更多客戶。兩人成立了「達拉斯買家俱樂部」，每月向會員收取400美金，並免費供給藥物，這門生意十分成功，罗恩·伍德鲁夫也逐漸和瑞恩成為朋友。在罗恩·伍德鲁夫因為注射過量藥物而心臟病發後，賽瓦德得知俱樂部和替代藥物的事。FDA沒收了罗恩·伍德鲁夫持有的兩千瓶干擾素，並威脅要逮捕他，在賽瓦德質問伊芙時，伊芙肯定俱樂部帶來的好處，之後伊芙也和罗恩·伍德鲁夫建立友誼。
FDA對俱樂部進行搜查，但除了罰款之外，他們奈何不了罗恩·伍德鲁夫。1987年，FDA修改法規，將任何未經批准的藥物定為非法藥物，罗恩·伍德鲁夫的資金告罄，古柯鹼成癮的瑞恩不得不換上男裝，低頭向父親討錢，並賣掉自己的人壽保險來籌錢。罗恩·伍德鲁夫到墨西哥進口更多胜肽T，返美後，他發現瑞恩已經在送醫後逝世。伊芙也對她的死感到不安，當醫院發現她的立場傾向買家俱樂部後，醫院逼她辭職，伊芙不從，並表示只有被開除才會離開醫院。
隨時間推移，罗恩·伍德鲁夫對同性戀和跨性別者的態度越來越友善，賺錢對他而言只是其次，提供藥物才是他的優先任務。胜肽T越來越難取得，1987年，他向FDA提起訴訟，試圖尋求獲取胜肽T的合法權利，雖然法官表示對他的同情，但仍然沒有批准此事。
電影結尾字幕顯示，FDA之後允許罗恩·伍德鲁夫購買胜肽T作為自用，之後罗恩·伍德鲁夫於1992年死亡，比醫師預期的還晚了七年。

## 演員
- 馬修·麥康納 - 羅恩·伍德魯夫（Ron Woodroof），艾滋病患者
- 杰瑞德·莱托 - Rayon，男變女跨性別者、艾滋病患者
- 珍妮佛·嘉納 - Dr. Eve Saks，医生
- Steve Zahn
- Dallas Roberts - David Wayne
- Michael O'Neill
- Denis O'Hare
- Griffin Dunne
- Jane McNeill - Francine Suskind
- James DuMont - Rayon的父亲
- Bradford Cox - Rayon的情人[5]
- Kevin Rankin - T. J.
- Lawrence Turner - Larry
- Matthew Thompson - 变性人
- Adam Dunn

## 製作
2012年中期在新奥尔良取景开拍。为了演好艾滋病患者，马修·麦康纳减重約21公斤瘦成“纸片人”。
此片因經費不足，成本僅500萬美金，大部分鏡頭僅有唯一一次的拍攝機會，男主角馬修表示：「連NG的機會都沒有。」故事超過20年乏人問津，被拒絕了86次沒有電影公司願意出資拍攝，最後以拮据的預算開拍，而且只有25天的拍攝時間，化妝預算也只有250元美金，但最後竟奪下第86屆奧斯卡金像獎最佳化妝與髮型設計。馬修說拍片時沒有出錯的機會，反而讓演員更自由，「反正只有一次機會，不如就豁出去了。」

## 原声带
1. "Sweet Thang"  by Shuggie Otis - 4:09
2. "Following Morning"  by The Naked And Famous - 5:03
3. "Hell And Back"  by The Airborne Toxic Event - 3:52
4. "Ready To Be Called On"  by My Morning Jacket - 3:46
5. "Life Of The Party"  by Blondfire - 3:23
6. "The Walker"  (Ryeland Allison remix) by Fitz And The Tantrums - 3:28
7. "Shudder To Think"  by Tegan & Sara - 3:24
8. "Mad Love"  (Acoustic)  by Neon Trees - 3:39
9. "Main Man"  by Portugal. The Man - 6:15
10. "Stayin' Alive"  by Capital Cities - 4:03
11. "Romance Languages"  by Cold War Kids - 2:52
12. "Burn It Down"  (Innerpartysystem remix)  by AWOLNATION - 4:56
13. "After The Scripture"  by Manchester Orchestra - 4:36
14. "City Of Angels"  (Acoustic)  by Thirty Seconds To Mars - 4:29
15. "Main Man"  (Live)  by T. Rex - 4:13
16. "Life Is Strange"  by T. Rex - 2:32[9]

## 评价
影片收获了很高的口碑，烂番茄新鲜度94%，Metacritic上媒体综评83分，其中《Salon.com》、《纽约观察者》、《乡村之音》、《综艺》四家媒体给出满分。包括 HitFlix 与 Indiewire 在内的许多网站都预测麦康奈与莱托将会分别获得奥斯卡最佳男主角与男配角提名。
代表性评价：“今年最出色的独立影片，它在极为有限的预算之内创造出强大与启蒙，绝对不容错过”，“一个经典的故事，一个小人物所散发出的强大光与热”，“尽管影片元素有些老套，但本片还是拥有不可预知的能量，它为社会的弃儿疾呼，为被鄙视的贱民呐喊，这不是一个隶属于上世纪80年代的故事，而是一个隶属于任何时代的故事”，“出乎意料的是，这部影片并没有像预期的那样多愁善感，几乎每一位角色的表演都没有煽情，而是通过情感表现出纯粹的实用主义”，“没有直白的说教，没有无良的娱乐，影片直面它的诉求与主题，致使影片好似无期徒刑般残酷”，“不论是麦康奈还是杰瑞德-莱托，都贡献出足以问鼎奥斯卡的精华表演”。

## 外部連結
- 官方网站
- 互联网电影数据库（IMDb）上《藥命俱樂部》的资料（英文）
- 開眼電影網上《藥命俱樂部》的資料（繁體中文）
- 豆瓣电影上《达拉斯买家俱乐部》的資料 （简体中文）
- 时光网上《达拉斯买家俱乐部》的資料（简体中文）
- AllMovie上《藥命俱樂部》的资料（英文）
- 爛番茄上《藥命俱樂部》的資料（英文）
- Box Office Mojo上《藥命俱樂部》的資料（英文）
- TCM电影资料库上《藥命俱樂部》的资料（英文）
- Metacritic上《藥命俱樂部》的資料（英文）